# Miączyn (województwo lubelskie)
Miączyn – wieś w Polsce położona w województwie lubelskim, w powiecie zamojskim, w gminie Miączyn. Leży na trasie z Zamościa do Zosina
W latach 1954–1972 wieś należała i była siedzibą władz gromady Miączyn. W latach 1975–1998 miejscowość administracyjnie należała do województwa zamojskiego.
Wieś jest sołectwem, siedzibą  gminy Miączyn. Według Narodowego Spisu Powszechnego z roku 2011 wieś liczyła 1047 mieszkańców.
Z Miączyna pochodzi Janusz Woźnica, polski polityk, nauczyciel, senator I i II kadencji.
Wieś jest siedzibą rzymskokatolickiej parafii Parafia św. Michała Archanioła w Miączynie.

## Historia
Wieś występuje w dokumentach źródłowych w 1394 roku, wymieniono ją w składzie  łacińskiej parafii grabowieckiej. W okresie od XV do XVIII stulecia podlegała starostwu Grabowiec 1047kiemu. Lustracja dóbr królewskich z 1564 r. wykazała we wsi 21,5 łana kmiecego (obecnie, w przeliczeniu, około 361,2 ha) gruntów rolnych. W roku 1765 Miączyn był już w posiadaniu księcia Antoniego Lubomirskiego, wówczas wojewody lubelskiego. Prawdopodobnie  w tym okresie przestała być własnością królewską).
W 1827 r. wieś liczyła 78 domów i 570 mieszkańców. 
W końcu XIX w funkcjonowały tu duża gorzelnia (w 1893 r. produkująca 22 000 wiader spirytusu), a także 2 młyny wodne, wiatrak, cegielnia oraz eksploatowano pokłady torfu i kamienia wapiennego.
W roku 1921 było w Miączynie 151 domów oraz 1095 mieszkańców, w tym 76 Żydów i aż 587 Ukraińców.
W okresie międzywojennym Miączyn był siedzibą gminy, o obszarze 8140 ha z ludnością 6690 osób.

## Zabytki
- Zachowana dawna murowana cerkiew pounicka z 1824 roku, postawiona na miejscu poprzedniej drewnianej (obecnie kościół rzymskokatolicki w parafii św. Michała Archanioła) .

## Sport
W Miączynie funkcjonuje Ludowy Klub Sportowy Olimpia Miączyn – amatorski klub piłkarski założony w 1997 roku. W sezonie 2024/2025 drużyna seniorów gra w grupie zamojskiej klasy okręgowej. Drużyna juniorów starszych rozgrywa mecze w I lidze wojewódzkiej juniorów starszych. Olimpia rozgrywa mecze na Stadionie Sportowym w Miączynie.